# 有馬達之介
有馬 達之介（ありま たつのすけ、1987年 - ）は、映画監督、助監督、東京都出身。日本映画学校出身。

## 来歴
1987年、東京都に生まれる。その後、3歳までサウジアラビアで過ごすが湾岸戦争が勃発した為にやむなく帰国。電気通信大学卒業後、日本映画学校に入学し、河本瑞貴、細野辰興、久保朝洋、中原俊、冨樫森らの元で学ぶ。卒業制作『不肖の娘』を脚本・監督しSKIPシティ国際Dシネマ映画祭2013にノミネートされ上映される。
その後は助監督として映画制作の現場で働くかたわら、自主制作で脚本の執筆やコント、短編映画を撮っている。

## 人物・エピソード
- ほうれん草に興奮するという性癖があり、余生はポパイ有馬という名前で、はがき職人として活躍する。
- 18番のモノマネは「大都会を歌うクリスタルキングの喉仏の躍動」
- 携帯電話のアラーム音はなかやまきんにくんによる「大胸筋」
- 多磨霊園駅付近のコンビニで死神を見たと虚言を吐く。
- マクドナルドにて、爆睡している女性の荷物が心配で様子を気にしてあげていたら、逆に置引き犯に間違えられ通報される。
- 世界堂で仮面パーティに勧誘される。
- 車を停止させ病院に予約をするために電話をかけていると、対向車に衝突され病院に運ばれる。
- 電車内で、隣で寝ている乗客に「JUST DO IT!」という寝言を言われ、「Make it possible with canon」と応える。
- 電車内で、酔っ払い同士が殴り合い喧嘩を始め、一人が避けたローキックが当たり半月板を損傷する。
- 電車内で、老婆に大量のごま油をかけられる。その油で夕食はゴーヤチャンプルーを作る。
- 自身の作品に元カノを起用しキスシーンを演じてもらうも、何の恨みがあるのか！と恫喝される。
- スマートフォン発売当初、「スマホという言葉はいやらしい響きです！スマフォと言うべきであります！」と周囲に啓蒙するも失敗に終わる。

## 主な監督作品
- 『不肖の娘』（30min）日本映画学校卒業制作作品　主演：太田順子
- 『月刊ピロートーク』(17min)　出演：井狩善文　嶋田菜美
- 『月刊ピロートーク2』(16min)　出演：井狩善文　嶋田菜美　モト冬樹
- 『Hunted～死神と呼ばれた女～』(12min)　出演：千葉美紅　寺田浩子　高橋美津子　森本のぶ　三輪江一　清水ヨネタロウ　桜まゆみ　田山由起　桑原洋一　山下徳久
- 『片恋ダンシング』(12min)　出演：SKA-SHIP DOLLS

## その他
- 怪盗アトム小僧 (2016年7月25日、東京MX) - 脚本・助監督
- プロジェクトZERO旗揚げ公演戯曲「化けて出たって、ええじゃないか」(2017年9月1日-3日 ザムザ阿佐ヶ谷)-脚本